# Viscum angulatum
Viscum angulatum är en sandelträdsväxtart som beskrevs av Heyne och Dc.. Viscum angulatum ingår i släktet mistlar, och familjen sandelträdsväxter. Inga underarter finns listade i Catalogue of Life.